# Petersburger Straßenbahn-mechanisches Werk
Das Petersburger Straßenbahn-mechanische Werk (russisch ОАО «Петербургский трамвайно-механический завод» (ПТМЗ)) war ein russischer Hersteller von Straßenbahnfahrzeugen mit Sitz in Sankt Petersburg. Gegründet wurde das PTMS 1929 als Waggonausbesserungswerk für den Leningrader Straßenbahnverkehrsbetrieb. Noch 1933 begann das PTMS neben den Überholungsarbeiten mit dem Entwurf eines eigenen Straßenbahnwagens. Im Laufe seines Bestehens wurde der Betrieb mehrfach umbenannt, offizielle Namen waren

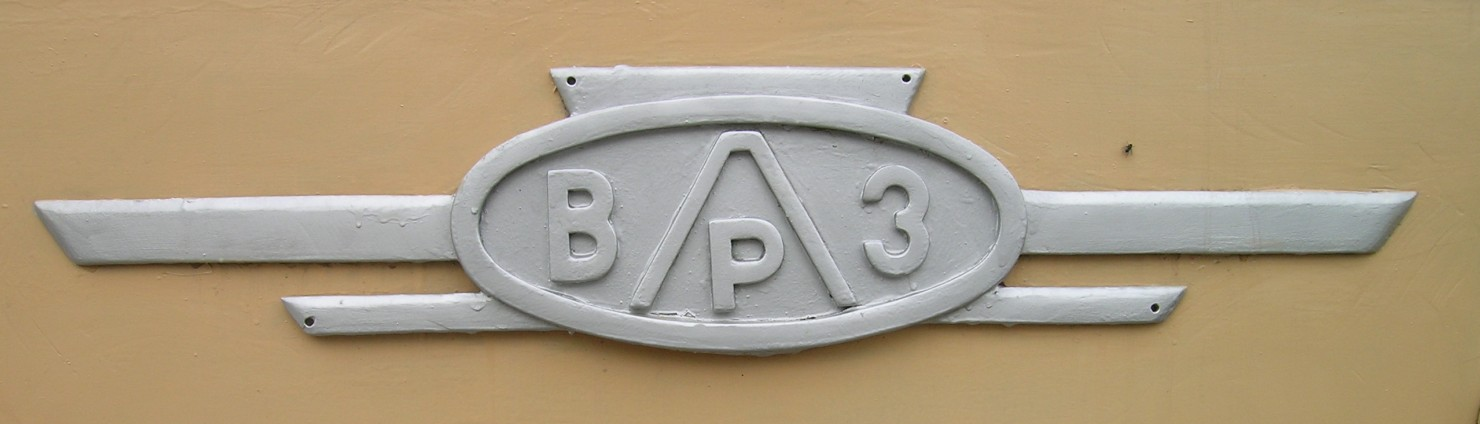
Das Emblem des WARS im LM-49-Straßenbahnfahrzeug.

- seit 1929 Вагоноремонтный завод, ВАРЗ – Waggonausbesserungswerk, WARS;
- seit den frühen 1960er Jahren Завод по ремонту городского электротранспорта, ЗРГЭТ – Überholungswerk für elektrischen Stadtnahverkehr, SRGET;
- seit den späten 1970er Jahren Ленинградский трамвайно-троллейбусный завод, ЛТТЗ – Leningrader Straßenbahn- und Oberleitungsbuswerk, LTTS;

Am 17. März 1993 wurde der ehemalige staatseigene Betrieb zu einer offenen Aktiengesellschaft (Открытое Акционерное Общество, OAO) umgewandelt und trägt seitdem seinen heutigen Namen.
Zuletzt produzierte das Werk Straßenbahn-Triebwagen der Typen LWS-2005 und LM-2008 in Serie und entwickelte einen neuen Gelenkwagentyp LWS-2009 (71-154) für die Metrotram Wolgograd.
2013 wurde die Fabrik für bankrott erklärt und abschließend abgewickelt. Die Fabrikgebäude wurden abgerissen und das Werkgelände für den Bau von Luxuswohnungen verwendet.

## Produktion

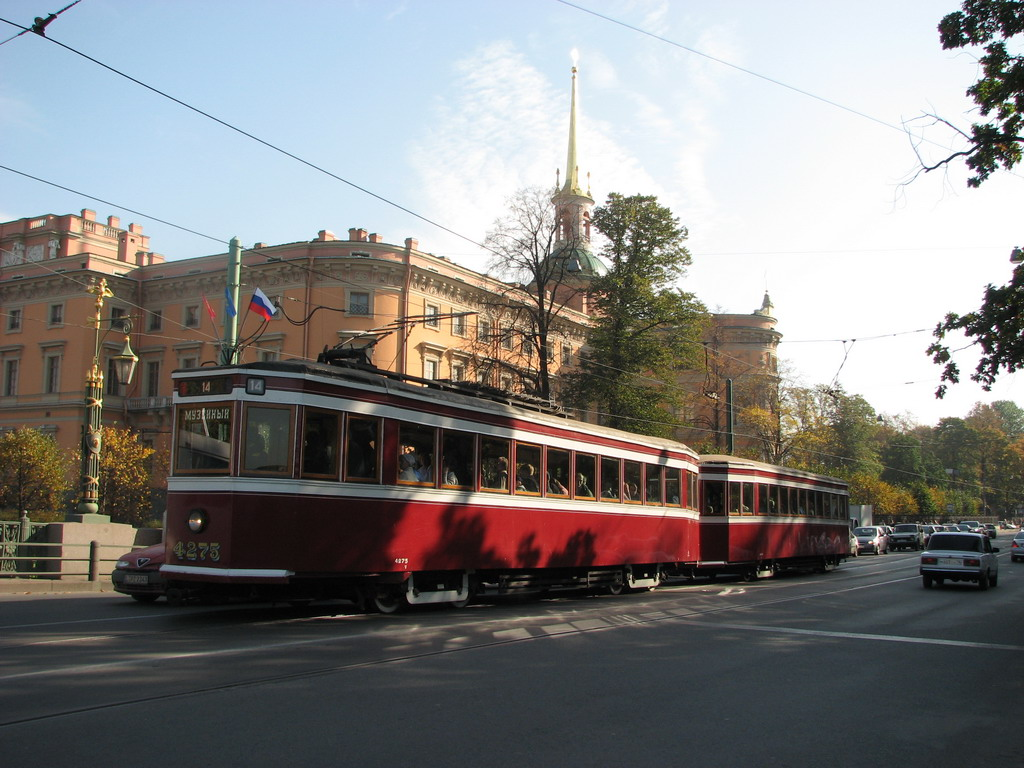
LM/LP-33 (1933–1941)
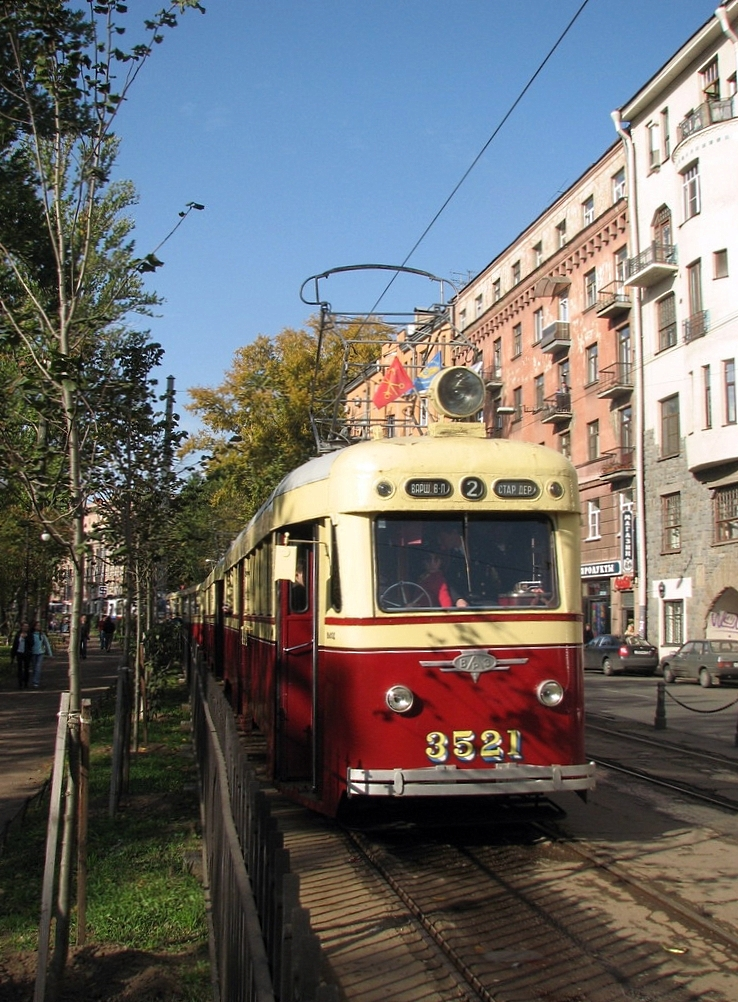
LM/LP-47 (1947–1949)
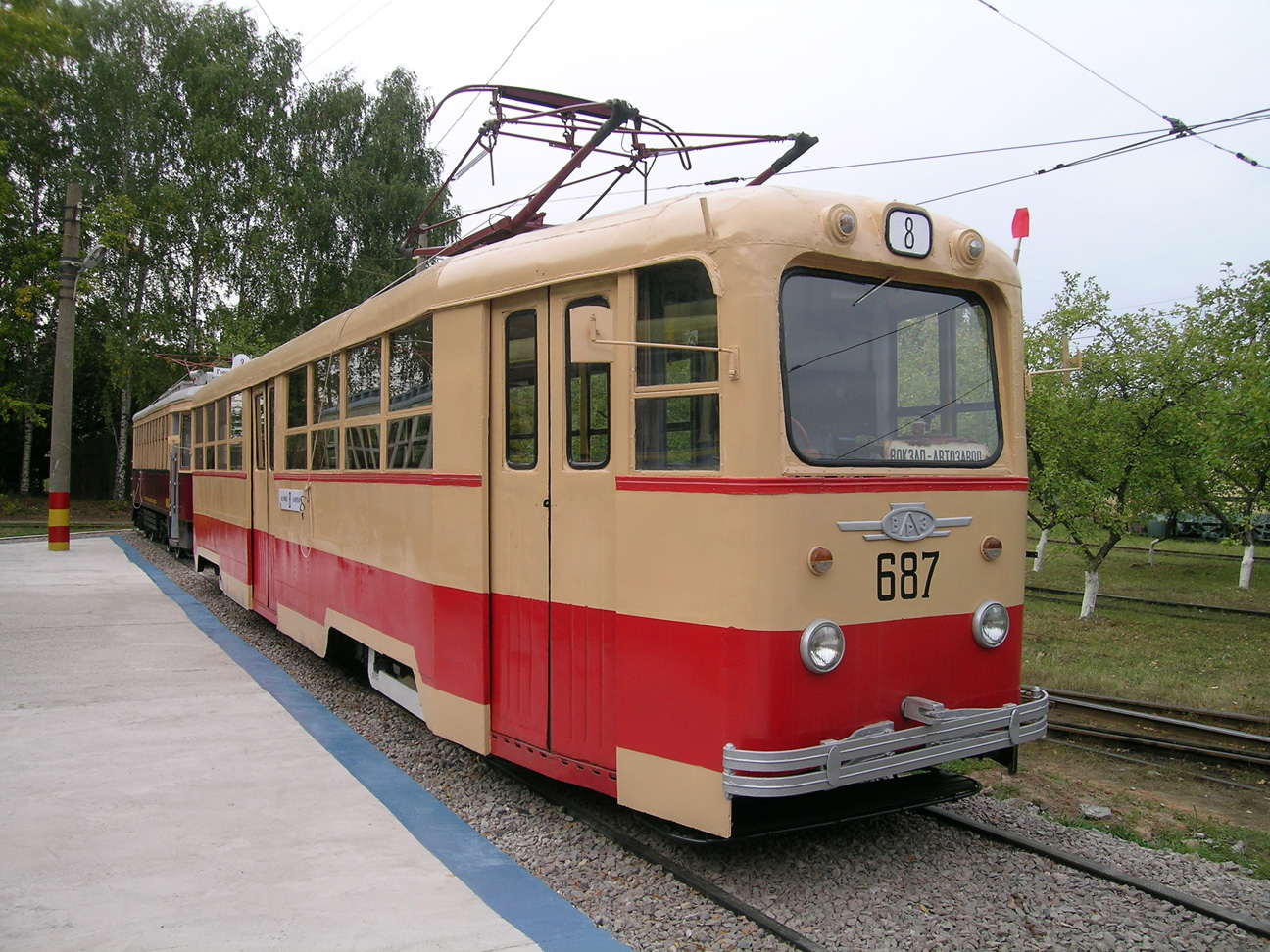
LM/LP-49 (1949–1968)
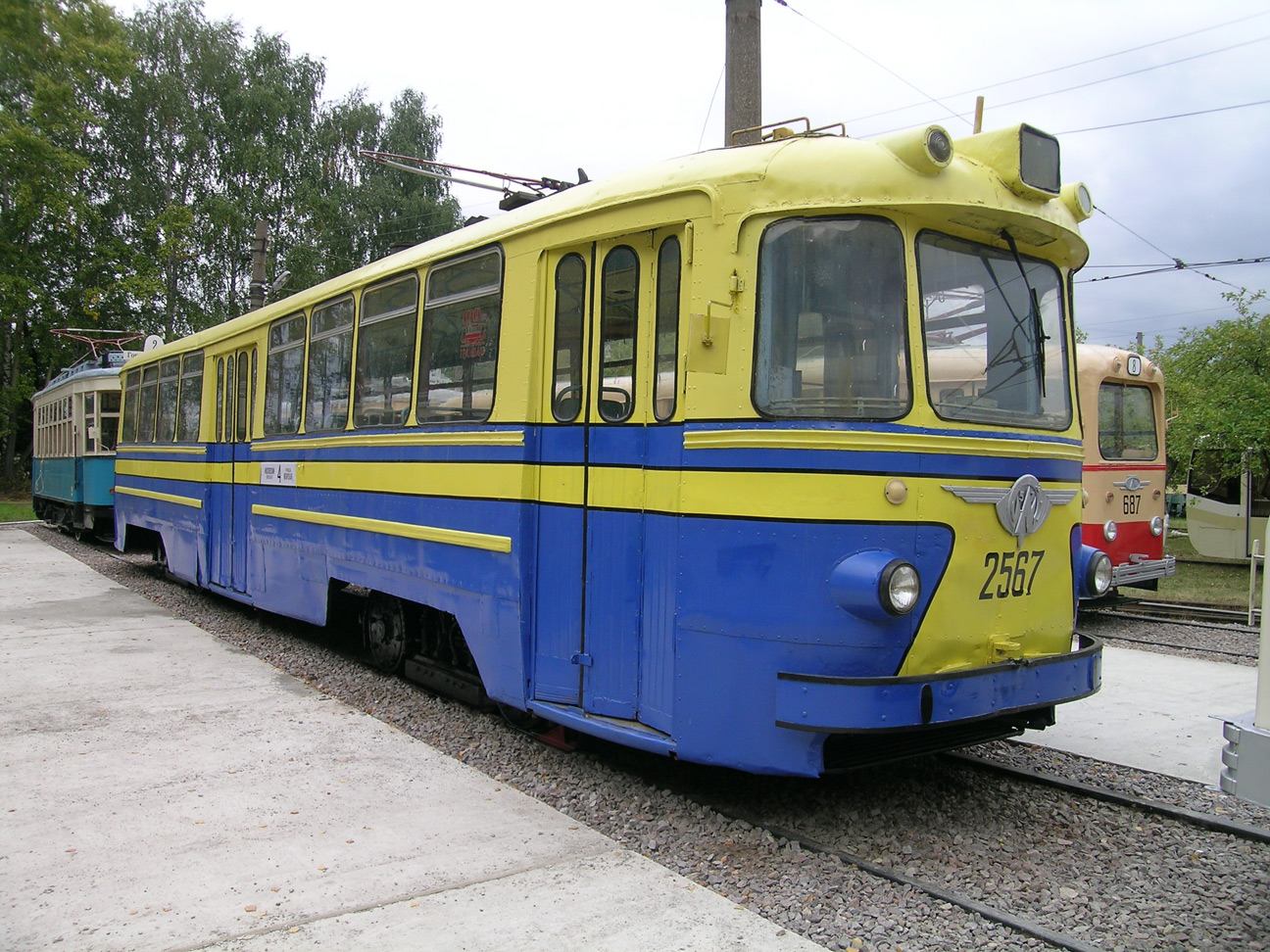
LM-57 (1957–1968)
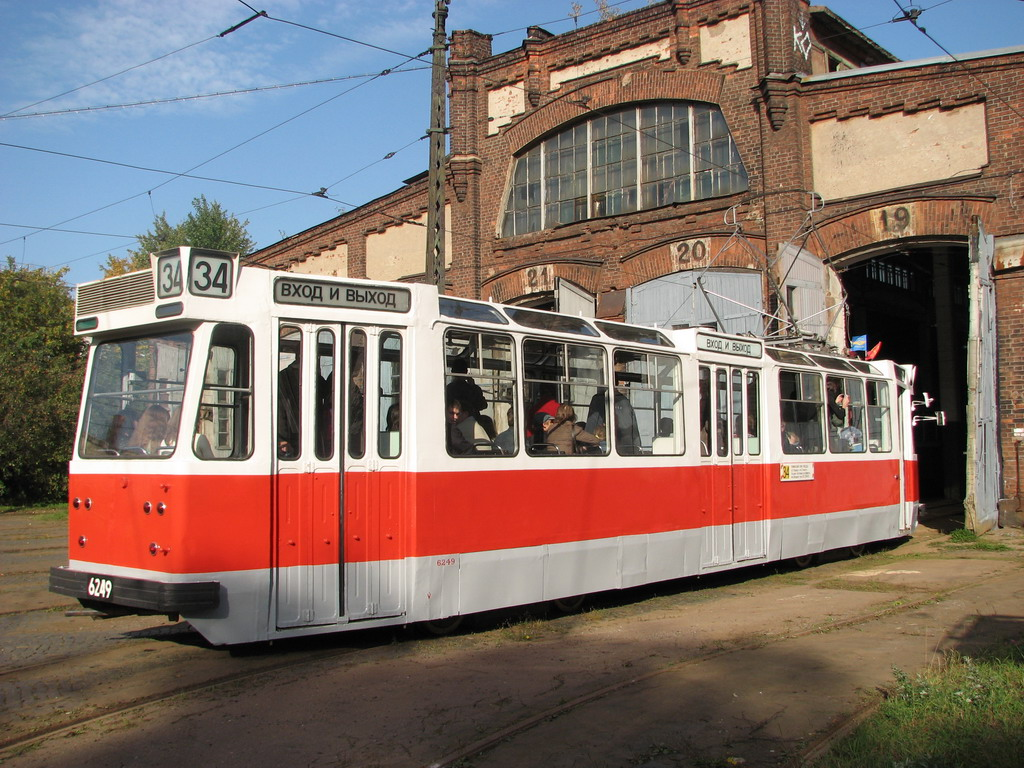
LM-68 (1968–1974)
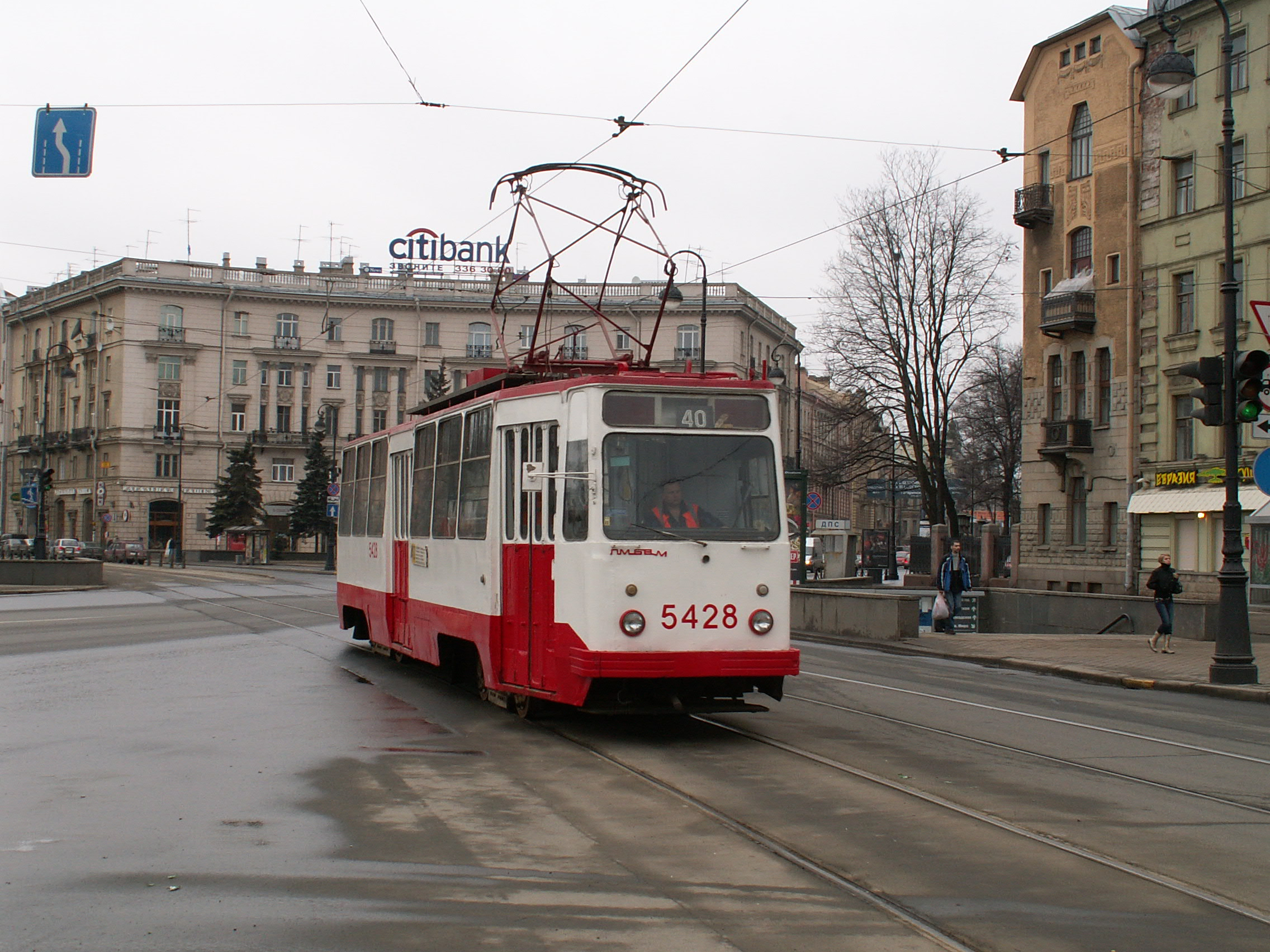
LM-68M (1974–1988)
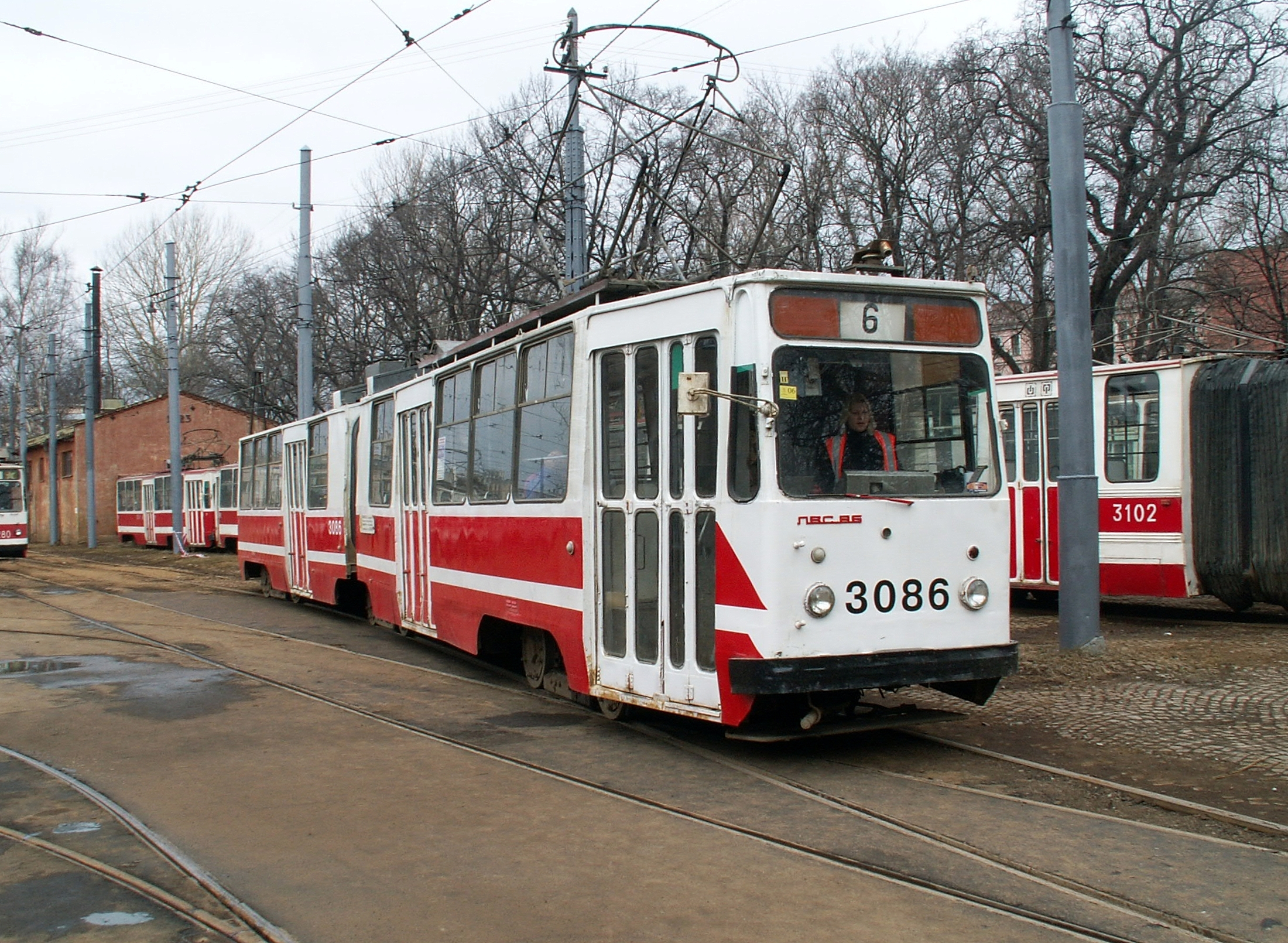
LWS-86 (1987–1997)
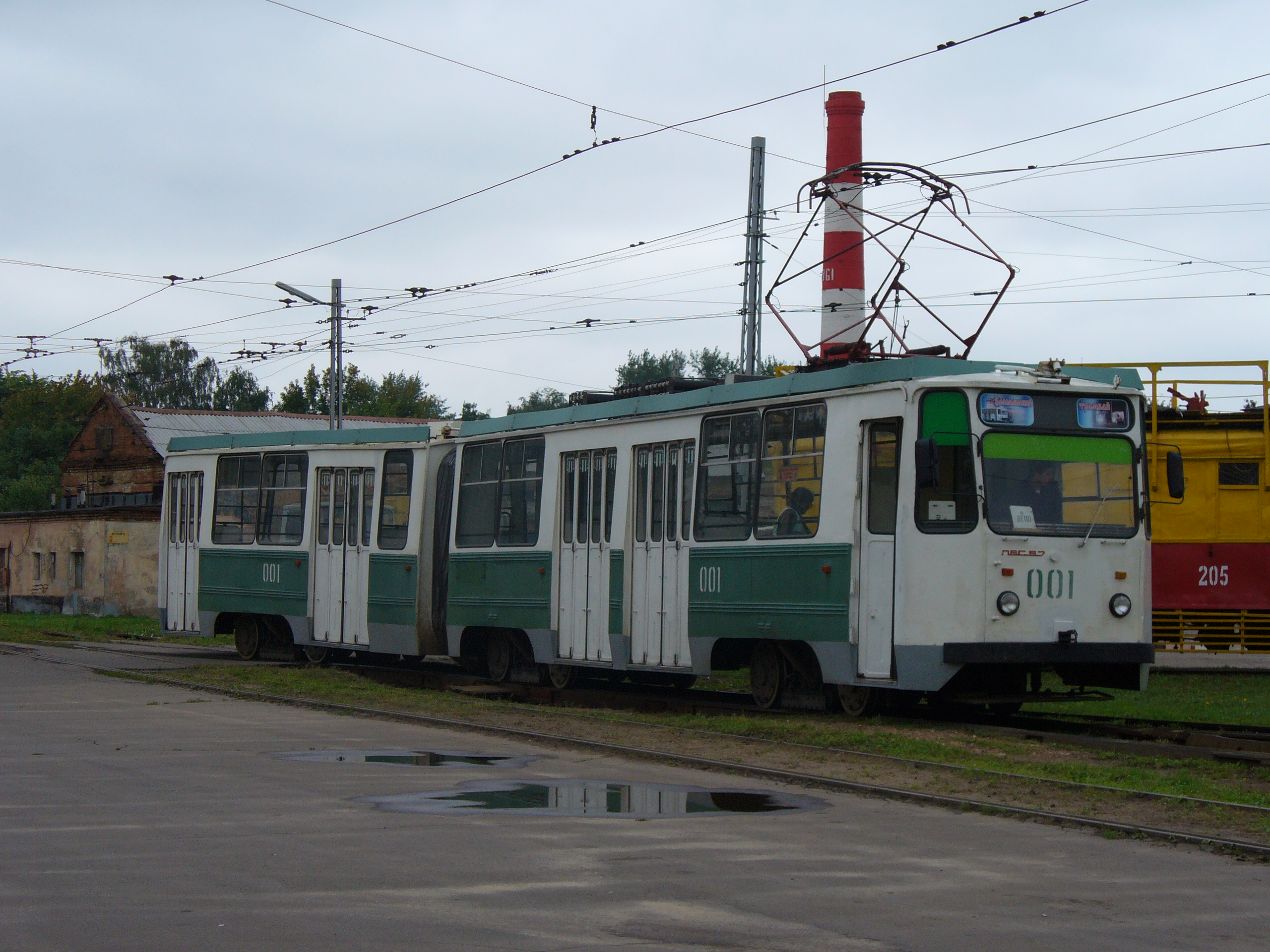
LWS-97 (1997–2004)
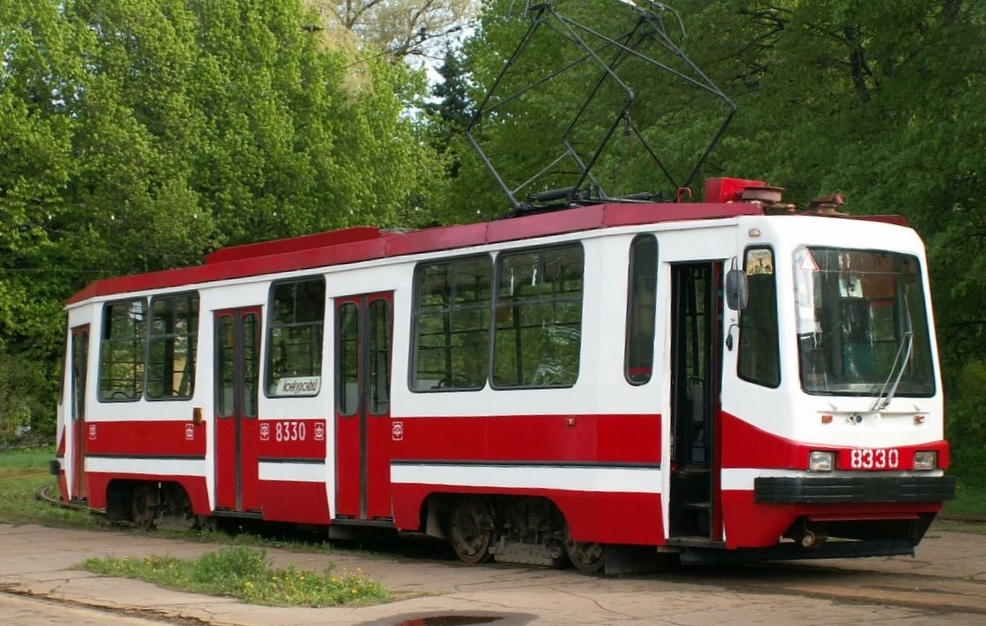
LM-99 (2000–2008)
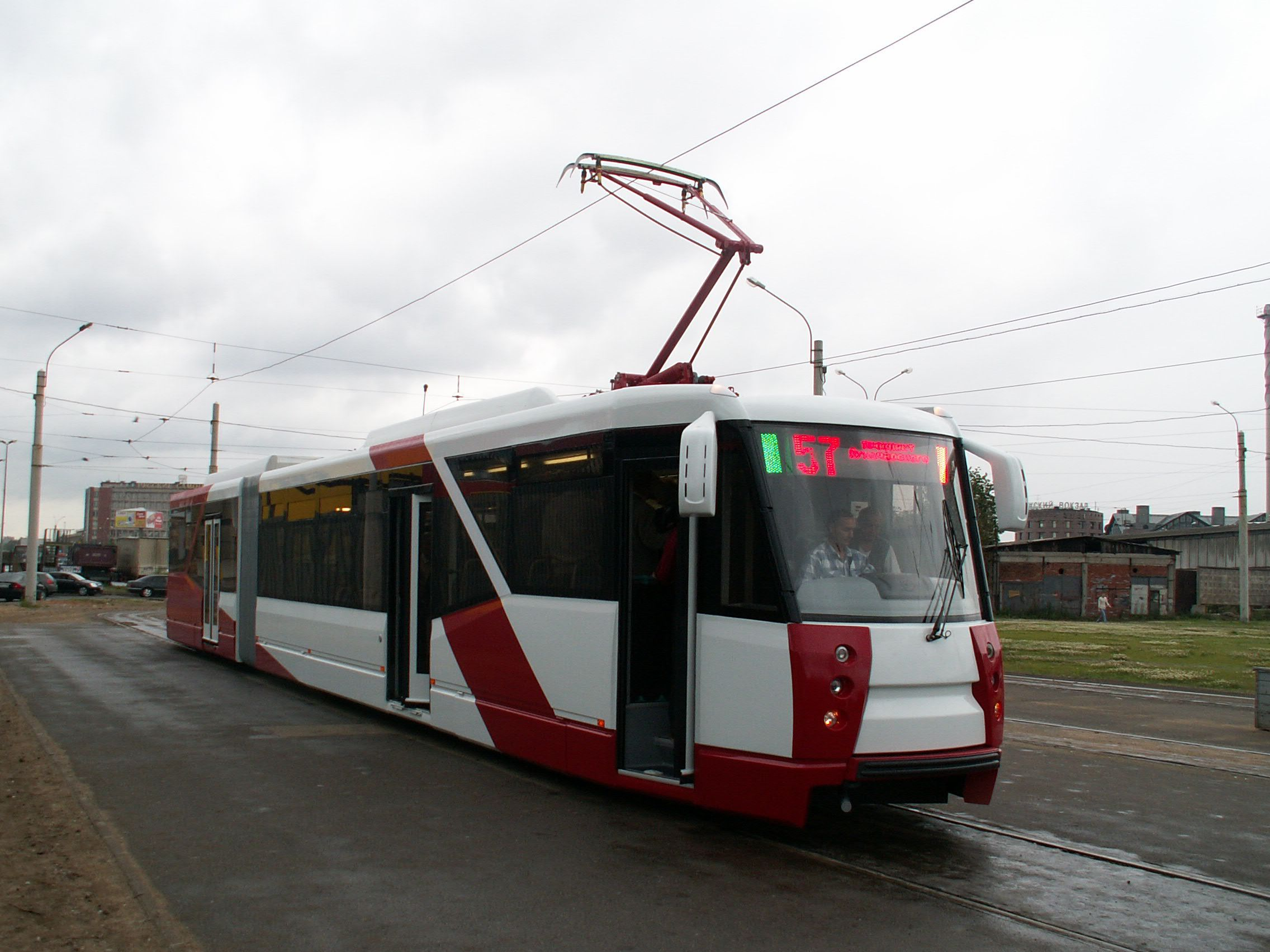
LWS-2005 (2006–2009)
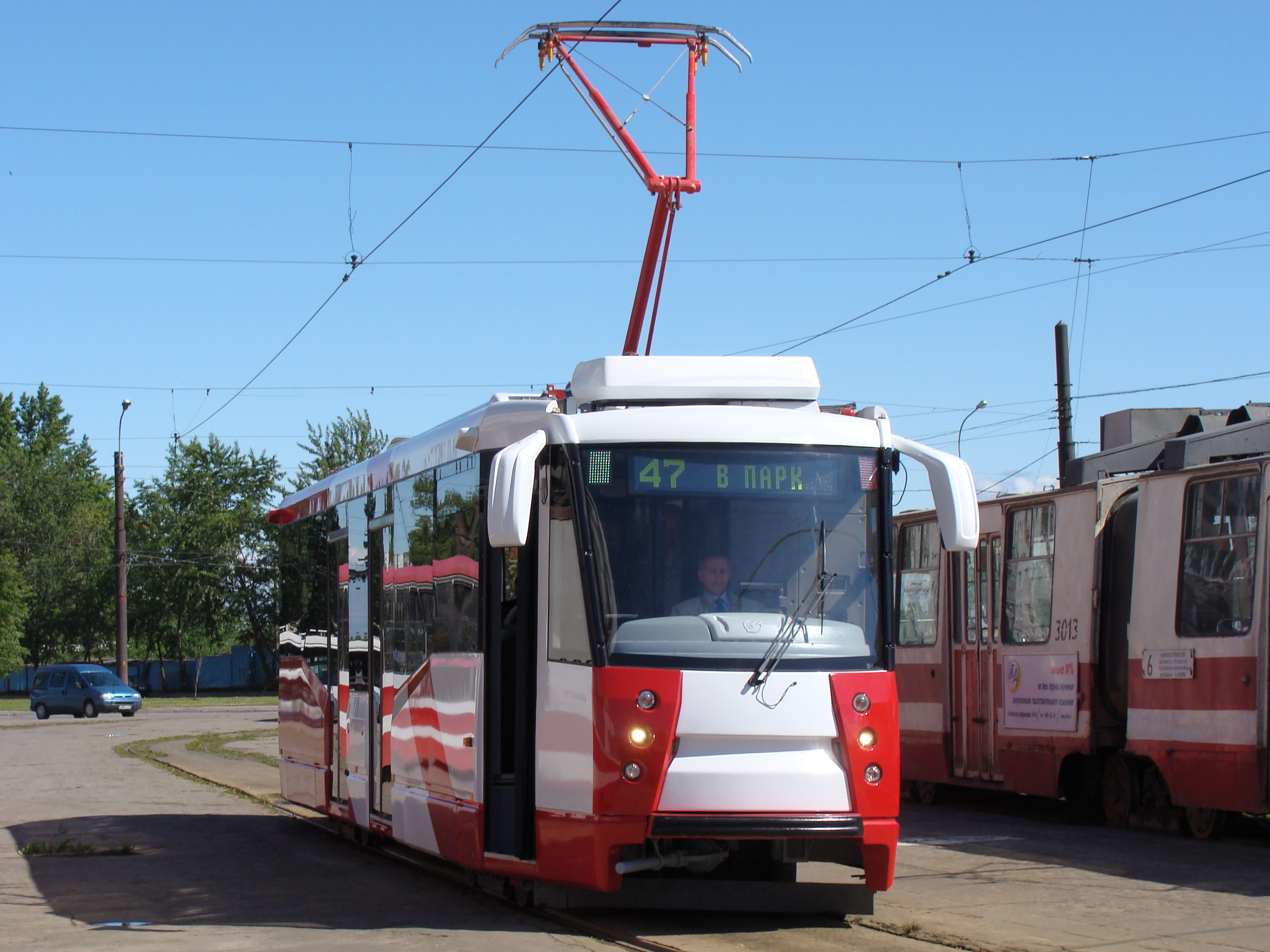
LM-2008 (2008–2012)
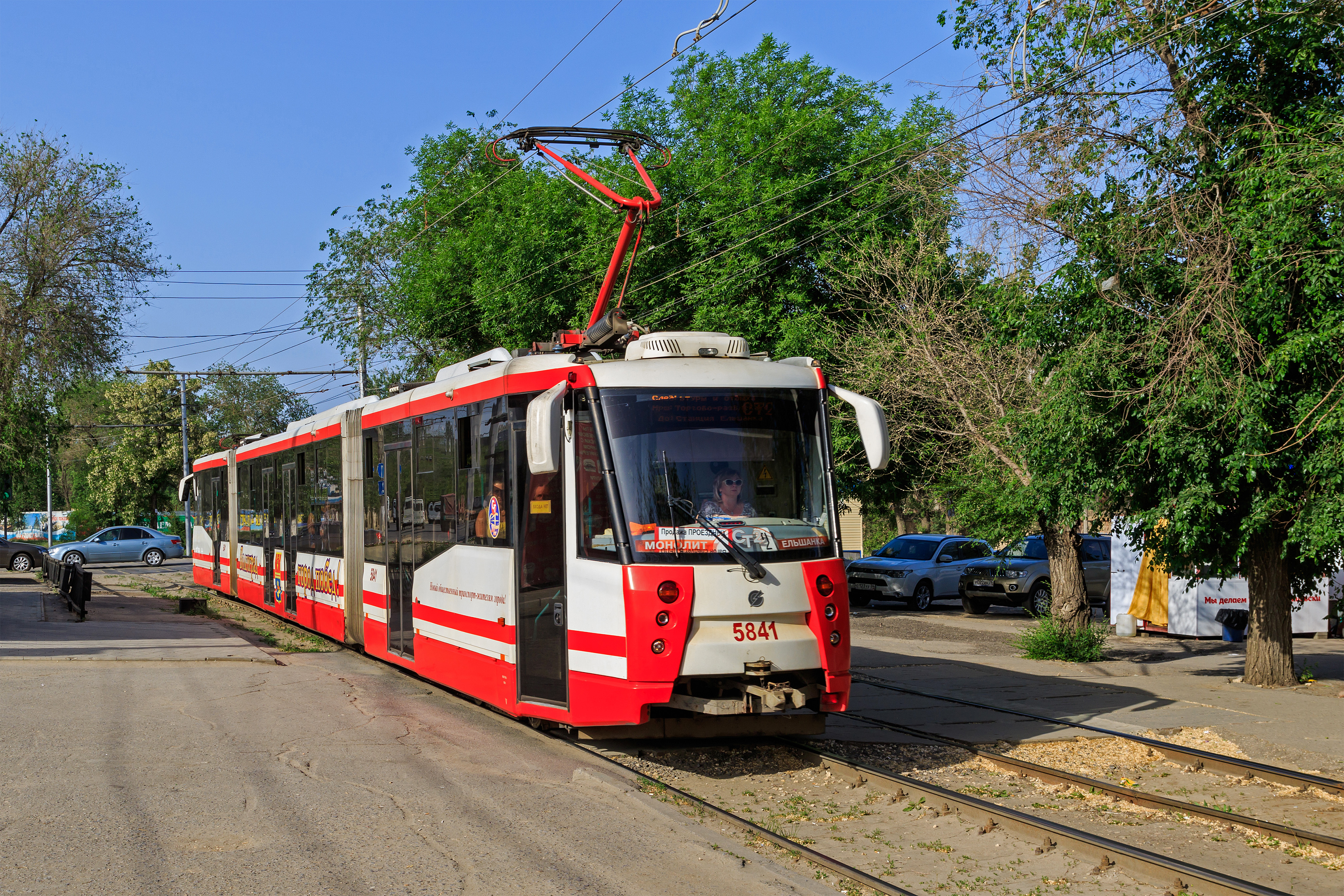
LWS-2009 (2008–2012)